# 金刺舎人若島
金刺舎人 若島（かなさしのとねり の わかしま、生没年不詳）は、奈良時代末期の女官。姓は無姓のち連。位階は従五位下。

## 経歴
信濃国水内郡（長野県北端部）出身。その活躍は光仁朝のみに限られている。
宝亀元年（770年）10月、神服毛人女とともに外従五位下に進められる。同3年（772年）正月24日、同族7人とともに連の姓を授けられる。この時、女孺と記されている。同8年（777年）正月10日、足羽黒葛らとともに内位の従五位下となり、命婦となった。

## 官歴
『続日本紀』による
- 時期不詳：正七位下
- 宝亀元年（770年）10月23日：外従五位下
- 宝亀3年（772年）正月24日：連賜姓
- 宝亀8年（777年）正月10日、従五位下(内位)